# Eiffel
Eiffel — об'єктно-орієнтована мова програмування. Має міжнародний стандарт ISO.  Починаючи з 1985 року, багатьма підтриємствами було розроблено середовища для програмування в Eiffel.
До основних рис мови програмування Eiffel належать:
- Об'єктно-орієнтована структура програм, класи використовуються як базові одиниці декомпозиції.
- Дизайн за контрактом, щільно інтегрований з іншими конструкціями мови.
- Автоматичне керування пам'ятю, як правило, реалізується у вигляді автоматичного прибирання сміття.
- Успадкування, включаючи множинне успадкування та механізми аби зробити успадкування безпечним.
- Загальне програмування, з обмеженнями та без.
- Одноманітна система типізації, з підтримкою семантики значень та посилань, всі типи, включно із базовими основані на класах.
- Безпечна типізація (статична типізація).
- Захист від викликів невизначених посилань.
- «Агенти» (об'єкти, що містять обчислення, схоже на замикання та Лямбда числення).
- Одноразові підпрограми (можуть виконуватись лише один раз під час роботи програми).
- Ключові слова в стилі Алгол-подібних мов програмування та Pascal, але крапка з комою не є обов'язковою.
- Нечутливість до регістру літер.

## Приклад «Hello, world!»
Нижче наведено можливий варіант програми, що виводить рядок «Hello, world!»:
```
class

    
HELLO_WORLD

create

    
make

feature

    
make

        
do

            
print
 
(
"Hello, world!%N"
)

        
end

end

```